# 부여 금사리성당
부여 금사리성당(扶餘 金寺里聖堂)은 대한민국 충청남도 부여군 구룡면에 있는 대한제국시대의 건축물이다. 1998년 7월 25일 충청남도의 기념물 제143호로 지정되었다.

## 개요
금사리 마을 가운데에 자리하고 있는 성당이다.
현재 남아있는 건물은 본당과 사제관 2동으로, 중국에서 기술자를 불러짓는 등 건축에 특별한 신경을 쓴 흔적이 곳곳에서 엿보인다. 본당은 직사각형 모양으로 예전에는 앞면에 종탑이 있었으나, 지금은 종을 치던 구멍만 남아있다.
1900년 9월 손우기, 김방수 등에 의해 본당건물이 건립된 것을 시작으로, 1906년 4월에 완성된 우리나라 초기 성당 중 하나이다.

## 연혁
뮈텔 주교는 1901년 4월 27일, 연례 피정(避靜)이 끝남과 동시에 1900년 10월 9일에 입국하여 글을 배우고 있던 공베르(J. Gombert) 신부를 홍산 지방에 임명하여 파견하였다. 이때 옥산면 가덕리(갈때기, 갈덕리) 공소에서 1개월간 머물러 본당을 설치할 장소를 물색하였다. 마침 쇠양이에 적당한 장소가 나타나면서 이곳이 본당 중심지가 되었다. 처음 본당의 이름은 당시의 행정구역명을 따라 ‘홍산 본당’ 또는 ‘쇠양이 본당’으로 불리었다.
현 성당 부지는 양반 출신으로 부유하게 살다가 가문이 몰락한 윤교리의 소유였다. 공베르 신부는 흉가라 하여 살 사람이 없는 금사리의 가옥 3동 35칸의 집과 대지, 답(8마지기), 임야(큰갈망굴, 율암리산) 등을 합하여 1,300냥으로 매입하였다.
성전 건축은 1901년 5월에 착공하여 1906년 4월 초에 완공하게 되었다. 그 후 계속하여 1907년∼1908년에 걸쳐 사제관과 사랑채를 건축한 뒤에 1913년 9월 2일 뮈텔 주교의 집전으로 축성식을 가졌다.
금사리 성당의 건축양식은 같은 시대 다른 성당들과 비교할 때 여러 가지가 다른데 그 당시 나타난 2가지 형식인 한옥 성당과 양식 성당의 특징을 모두 가지고 있기 때문으로 보인다. 금사리 성당은 장방형의 바실리카 평면으로 동쪽에 제단과 제의실이 있고 서쪽에는 출입구 정면이 있다. 기둥이 힘을 많이 받지 않는 점으로 미루어 보아 남녀 의석 공간 분할이 이 기둥의 주된 역할이었음을 짐작하게 한다.
입면은 다른 성당에 비해 단순한 데 이는 종탑 부분을 의장적으로 강조하지 않은 특성 때문으로 볼 수 있다. 옛 금사리 성당의 사진에서 보이는 종탑을 보면 다른 성당의 종탑들과는 달리 본체와 분리되어 하나의 구조체를 이루는 것이 아니라 지붕에 얹어져 있었던 것으로 보아 입면상에서 종탑의 두드러짐은 그리 크지 않았을 것으로 보인다. 지붕에 얹어지게 된 종탑은 그 하중을 해결하는 것이 또 하나의 문제이다.
금사리 성당에서 이형벽돌은 거의 쓰지 않고 표준벽돌을 주로 사용하였다. 창호상부 아치도 이형벽돌을 사용하지 않고 거친 아치로 줄눈을 이용하여 아치를 구성하였다. 이것은 규모가 그리 크지 않은 금사리 성당에 이형벽돌을 이용한 입면 의장보다는 다소 간단한 표준벽돌을 사용하여 전체적인 분위기에 잘 어울리게 입면이 계획된 듯 하다. 입면적인 의장은 단지 회색벽돌과 붉은색 벽돌을 사용하였다.
금사리 성당은 포치(porch)가 4개이다. 현재 좌우 3개의 부출입구에 1칸 규모의 포치가 있는데 붉은 페인트 칠이 있어 벽돌조의 본체와 잘 조화되면서 부출입구의 돌출은 입면의 단조로움을 없애주고 변화있는 입면을 만들고 있다.

## 현지 안내문
이 건물은 구한말 천주교가 이 지역에 들어오면서 1906년 부여군에 세워진 최초의 성당 건물이다. 성당의 외부를 붉은 벽돌과 회색 벽돌로 장식하였고, 창틀의 윗부분은 둥근 곡선을 이루어 겉모습이 정교하면서도 우아하다. 특히 본당 안은 중앙에 나무 기둥을 세워 방의 마루를 둘로 나눈 2랑식으로 구획하여 남, 여의 자리를 구분한 흔적이 남아 있는데, 성당 안을 3랑식으로 하는 일반적인 수법과 달라 특이하다. 한국 전통 목조 건물의 특징을 많이 갖고 있는 초기 성당 건물 중의 하나로, 아담하면서도 고전적인 아름다움을 간직하고 있다.

## 참고 자료
- 부여금사리성당 - 국가유산청 국가유산포털